# Likabehandling och icke-diskriminering inom Europeiska unionen
Likabehandling och icke-diskriminering är grundläggande principer inom Europeiska unionen enligt unionens fördrag och stadgan om de grundläggande rättigheterna. Genom Romfördraget, som trädde i kraft den 1 januari 1958, förbjöds all diskriminering på grund av nationalitet inom gemenskapsrättens, och sedermera unionsrättens, tillämpningsområde. Genom stadgan om de grundläggande rättigheterna är även diskriminering på grund av kön, ras, hudfärg, etniskt eller socialt ursprung, genetiska särdrag, språk, religion eller övertygelse, politisk eller annan åskådning, tillhörighet till nationell minoritet, förmögenhet, börd, funktionshinder, ålder eller sexuell läggning förbjuden inom unionsrättens tillämpningsområde. Likabehandlingsprincipen genomsyrar en rad olika områden inom unionsrätten, däribland den fria rörligheten för personer. Enligt principen ska exempelvis arbetstagare från en viss medlemsstat inte diskrimineras på arbetsmarknaden i en annan medlemsstat. Jämlikhet är ett av unionens grundläggande värden enligt fördragen.
Flera direktiv innehållandes minimibestämmelser kring bekämpandet av diskriminering har antagits sedan 1970-talet. Direktiven har olika omfattning beroende på diskrimineringsgrund.

## Historia
Förbud mot all diskriminering på grund av nationalitet infördes genom Romfördraget, som trädde i kraft den 1 januari 1958. Fördraget gav Europeiska ekonomiska gemenskapens råd rätt att med kvalificerad majoritet anta förordningar på förslag av Europeiska ekonomiska gemenskapens kommission med syfte att förbjuda sådan diskriminering. Samma bestämmelser återfinns finns fortfarande i fördraget om Europeiska unionens funktionssätt, dock antas lagstiftning numera i enlighet med det ordinarie lagstiftningsförfarandet. Även diskriminering på grund av kön på arbetsmarknaden förbjöds redan genom Romfördraget.
Det var dock först genom Amsterdamfördraget, som trädde i kraft den 1 maj 1999, som andra diskrimineringsgrunder omfattades av fördragen. Då inkluderades diskriminering på grund av kön, ras eller etniskt ursprung, religion eller övertygelse, funktionshinder, ålder eller sexuell läggning. Under 2000 antogs två direktiv, dels ett direktiv som förbjuder diskriminering utifrån sexuell läggning, religiös övertygelse, ålder och funktionshinder på arbetsmarknadsområdet, dels ett direktiv om likabehandling oavsett ras, som förbjuder diskriminering utifrån ras eller etnisk tillhörighet, vad gäller arbetsmarknad samt tillgången till välfärdssystemet och social trygghet, samt varor och tjänster.
Genom Lissabonfördraget, som trädde i kraft den 1 december 2009, infördes en horisontell klausul som innebär att anti-diskriminering ska genomsyra all lagstiftning som antas av unionens institutioner.

## Rättslig grund
Den rättsliga grunden för att bekämpa diskriminering inom unionen återfinns i flera olika artiklar i unionens fördrag och i stadgan om de grundläggande rättigheterna. Artikel 10 i fördraget om Europeiska unionens funktionssätt innehåller en allmän horisontell bestämmelse om att unionen i all sin verksamhet ska söka bekämpa all diskriminering på grund av kön, ras eller etniskt ursprung, religion eller övertygelse, funktionshinder, ålder eller sexuell läggning. Särskilda bestämmelser för att motverka sådan diskriminering kan antas på grundval av artikel 19 i samma fördrag, som föreskriver att lagstiftning ska antas av Europeiska unionens råd med enhällighet i enlighet med ett särskilt lagstiftningsförfarande efter godkännande av Europaparlamentet.
Förbud mot diskriminering på grund av nationalitet återfinns i artikel 18 i samma fördrag. Europaparlamentet och rådet har möjlighet att anta lagstiftning för att genomföra ett sådant förbud i enlighet med det ordinarie lagstiftningsförfarandet.
Artikel 21 i stadgan om de grundläggande rättigheterna omfattar betydligt fler diskrimineringsgrunder, däribland kön, ras, hudfärg, etniskt eller socialt ursprung, genetiska särdrag, språk, religion eller övertygelse, politisk eller annan åskådning, tillhörighet till nationell minoritet, förmögenhet, börd, funktionshinder, ålder eller sexuell läggning.

## Diskrimineringsgrunder

### Nationalitet
Diskriminering på grund av nationalitet har varit förbjudet sedan Romfördraget inom fördragets tillämpningsområde.

### Kön
Diskriminering på grund av kön förbjöds genom Romfördraget på arbetsmarknadsområdet. Med början på 1970-talet antogs en rad olika direktiv för att genomföra denna bestämmelse. 1975 antogs ett första direktiv om harmonisering av medlemsstaternas lagstiftning vad gällde principen om lika lön för män och kvinnor. Året därpå antogs ett andra direktiv om likabehandlingsprincipen för kvinnor och män vad gäller tillgången till anställning, yrkesutbildning och befordran samt arbetsvillkor, det så kallade likabehandlingsdirektivet. På 1980- och 1990-talet antogs ytterligare två direktiv rörande företags- eller yrkesbaserade system för social trygghet, och om bevisbörda vid mål om könsdiskriminering Det sistnämnda direktivet var ett av två direktiv som antogs på basis av protokollet om socialpolitik, som inte omfattade Storbritannien. I samband med utarbetandet av Amsterdamfördraget åtog sig dock Storbritannien att även bli en del av det socialpolitiska samarbetet, vilket ledde till att direktivet utvidgades till att omfatta landet under slutet av 1990-talet. 2002 antogs ett ändringsdirektiv rörande tillgången till anställning, yrkesutbildning och befordran samt arbetsvillkor. De fyra diskrimineringsdirektiven ersattes 2006 av ett omarbetat direktiv, det så kallade jämställdhetsdirektivet, direktiv 2006/54/EG.
Ett separat direktiv om likabehandling av kvinnor och män vad gäller tillgången till och tillhandahållandet av varor och tjänster antogs 2004.
I november 2022 antog Europaparlamentet och Europeiska unionens råd ett direktiv om kvotering i börsnoterade företag. Direktivet ska vara införlivat av medlemsstaterna senast den 28 december 2024. I maj 2023 antogs även ett nytt direktiv om att stärka principen om lika lön för lika arbete – lönetransparensdirektivet – som ska vara genomfört senast den 7 juni 2026.

### Ras eller etniskt ursprung
Under 2000 antogs ett direktiv om principen om likabehandling av personer oavsett deras ras eller etniska ursprung, det så kallade direktivet mot etnisk diskriminering. Direktivet fastställer en ram för bekämpning av diskriminering på grund av ras eller etniskt ursprung.

### Religion eller övertygelse, funktionshinder, ålder eller sexuell läggning
Under 2000 antogs även ett direktiv om likabehandling och icke-diskriminering utifrån religion eller övertygelse, funktionshinder, ålder eller sexuell läggning, det så kallade arbetslivsdirektivet.
2008 föreslog Europeiska kommissionen ett mer omfattande anti-diskrimineringsdirektiv för att bekämpa samma typer av diskriminering. Direktivet har dock blockerats i Europeiska unionens råd på grund av oenighet mellan medlemsstaternas regeringar.
2022 föreslog kommissionen en förordning om erkännande av föräldraskap mellan medlemsstaterna för att framför allt skydda samkönade par och deras barn från icke-erkännande i familjerättsliga sammanhang i vissa medlemsstater där samkönade äktenskap inte erkänns.